# Agrotis puta
Agrotis puta là một loài bướm đêm trong họ Noctuidae.

## Hình ảnh

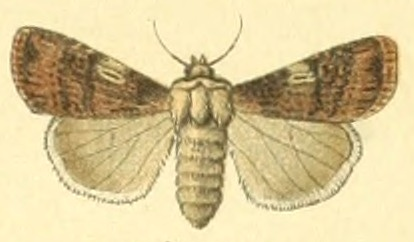
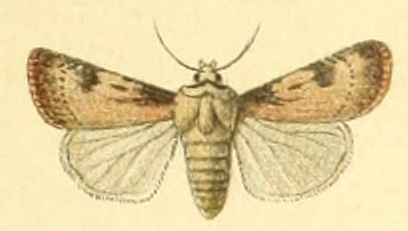
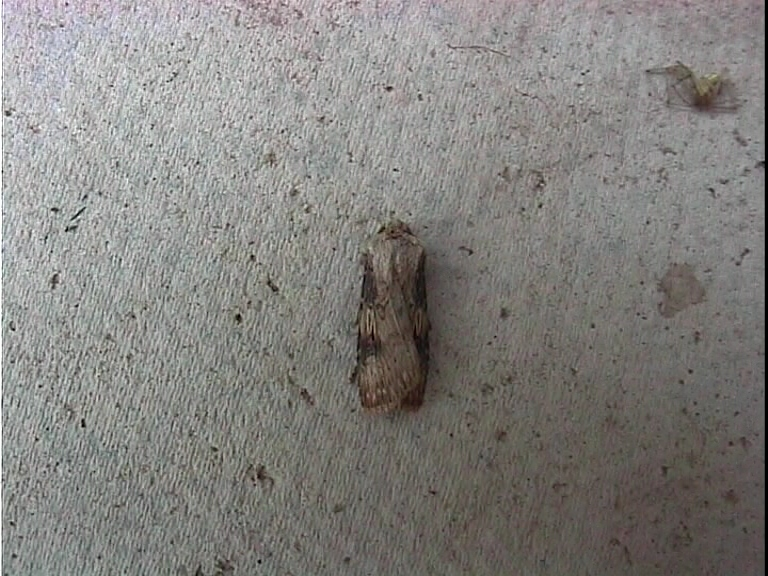
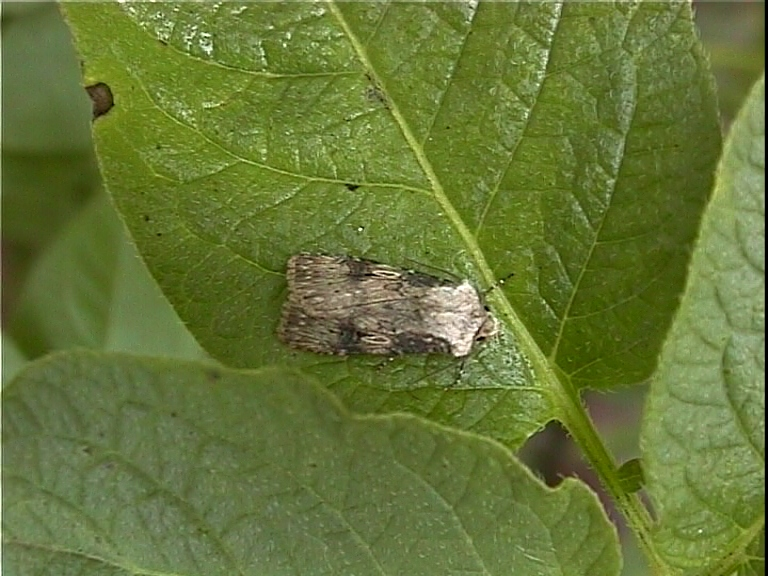